# Televisión Cubana
Televisión Cubana o TVC es la entidad encargada de la administración de la televisión pública de Cuba. Es una empresa estatal controlada y administrada por el Instituto de Información y Comunicación Social. Su misión es ofrecer una programación televisiva variada y diversa, así como también controlar, fiscalizar y organizar el desarrollo de la televisión en la isla.

## Canales
La organización posee siete canales de carácter nacional, 15 de carácter provincial (denominados telecentros) y una señal internacional. A su vez, el Sistema Informativo de la Televisión Cubana es el encargado de realización y distribución de los informativos.

### Televisión nacional
Son los canales de televisión abierta en Cuba.
Característica (CVI y Canal Caribe en algunas estaciones están funcionados como "CVI/Caribe" y Canal Habana y Canal Infantil como "Infantil/CHab")
| Logo | Nombre                   | Programación | Fundación              | Canales         |
| ---- | ------------------------ | --- | ---------------------- | --------------- |
|      | Cubavisión               | Canal principal generalista. Es el primer canal de televisión creado en Cuba. Comienza sus emisiones bajo el nombre de CMQ-TV. En 1959, esta estación es expropiada por el Estado cubano tras la Revolución y cambió su nombre a Canal 6. En 1988 adquiere su nombre actual, emite contenido las 24 horas del día. | 11 de marzo de 1951    | Canal SD-1      |
|      | Cubavisión HD            | Inició transmisiones el 3 de diciembre del 2018 a través del canal en alta definición HD-2. Al comienzo se identificaba como Cubavisión + (Plus) transmitía una programación variada distinta al canal original con transmisiones de lunes a jueves desde las 6:00 pm a 12:00 am y viernes a domingo de 12:00 pm , con una programación variada y programas del propio canal estándar aunque en horario distintos transmitio "Tu si suenas", "Combo de Domingo" y "Telecine HD". Actualmente transmite bajo el nombre de Cubavisión HD y desde el 2022 transmite la misma programación de la señal estándar pero en alta definición 24 horas. | 3 de diciembre de 2018 | Canal HD-2      |
|      | Tele Rebelde             | Canal temático de deportes, transmitía su programación solamente para las provincias orientales del país. Posteriormente su sede principal se traslada hacia La Habana y de su unión con de Canal 2 (que ya existía con una programación variada para todo el país) empieza a transmitir para todo el país con el nombre de Tele Rebelde. Posee una programación centrada en la emisión de informativos y eventos deportivos. | 22 de julio de 1968    | Canal SD-2 HD-3 |
|      | Canal Educativo          | Primer canal temático educativo, es un canal orientado a cultura y educación. | 9 de mayo de 2002      | Canal SD-2      |
|      | Canal Educativo 2        | Segundo canal temático educativo, con el fin de ampliar la oferta cultural que ofrecía el Canal Educativo. Actualmente, transmite la señal del canal venezolano multiestatal TeleSur las 24 horas. | 18 de abril de 2004    | SD-3            |
|      | Multivisión              | Canal generalista de programación importada. Utiliza las antenas de los telecentros ubicados en todas las provincias del país en horarios en que no transmiten sus propias programaciones locales. | 7 de julio de 2008     | SD-4            |
|      | Canal Infantil           | Canal de niños con caricaturas y series animadas. |                        | SD-5            |
|      | Canal Habana             | Canal antiguamente solo en La Habana pero fue extendido a todo el país es un canal de noticias y series como Q Gente y cosas tradicionalmente Habaneras. | 7 de mayo de 1990      | SD-5            |
|      | Canal Caribe             | Canal de televisión especializado en noticias, tiene un perfil informativo y transmite en alta definición (HD) desde las 6:30 a. m. hasta la medianoche. Es el único canal de noticias del sistema de televisión estatal en Cuba. | 14 de marzo de 2017    | Canal HD-1 SD-6 |
|      | Cubavisión Internacional | Canal internacional en los cinco continentes por vía satélite que habla sobre la Realidad de Cuba. | 26 de julio de 1986    | SD-7            |
|      | Canal Clave              | Canal temático dedicado a la música | 10 de junio de 2013    | SD-8            |

### Televisión internacional
En Cuba existe un único canal internacional.
| Logo | Nombre                                                   | Programación | Fundación           | Cobertura                                         |
| ---- | -------------------------------------------------------- | --- | ------------------- | ------------------------------------------------- |
|      | Cubavisión Internacional El portal de Cuba para el Mundo | Canal generalista, es la señal internacional de Televisión Cubana para la emisión de contenidos televisivos para el público en el extranjero, recoge la programación de todos los canales pertenecientes a la corporación.Transmite en HDTV por satélite y cable, su programación se enfoca en entretenimiento, y las noticias más importantes que trascienden en el país. | 26 de julio de 1986 | - Cuba - América Latina - Europa - Asia - Oceanía |

### Televisión Regional
Más conocidos como Telecentros. Se encargan de la emisión de programación local para las distintas provincias de Cuba. Emiten en determinadas franjas horarias, fundamentalmente por las tardes cuando el Canal Educativo 1 no está presentando ninguna programación. También algunas provincias, después de las 6:30 de la tarde continúan su programación territorial por la sexta frecuencia de la Televisión digital:
| Provincia           | Canales             |
| ------------------- | ------------------- |
| La Habana           | Canal Habana        |
| Pinar del Río       | Tele Pinar          |
| Artemisa            | ArTV                |
| Mayabeque           | Tele Mayabeque      |
| Isla de la Juventud | Islavisión          |
| Matanzas            | TV Yumurí           |
| Villa Clara         | Tele Cubanacán      |
| Sancti Spíritus     | Centrovisión        |
| Cienfuegos          | Perlavisión         |
| Camagüey            | Televisión Camagüey |
| Ciego de Ávila      | TV avileña          |
| Granma              | CNC TV Granma       |
| Las Tunas           | Tunasvisión         |
| Holguín             | Telecristal         |
| Santiago de Cuba    | Tele Turquino       |
| Guantánamo          | Sol Visión          |